# マイケル・ウォード (登山家)
マイケル・フェルプス・ウォード（Michael Phelps Ward、1925年3月26日 - 2005年10月7日）は、イギリスの登山家、医師。

## 経歴
ウォードはロンドンに生まれた。ウォードの少年期、父はイギリス領マラヤに植民地官僚として赴任しており、さらに戦時中に日本軍に抑留され、辛うじて帰国した母も別居しており、もっぱらケント州のセブノークス近くにあった養父母のもとで育った。
やがてウォードは、モールブラ・カレッジに学び、ケンブリッジ大学のピーターハウスで自然科学を専攻した。
12歳の時にフランク・スマイスが書いた1933年のエベレスト遠征の記録『Camp 6』を読んでエベレストに関心をもち、15歳の時にスイスのヴェッターホルンに登頂していたウォードは、ケンブリッジ大学の登山クラブで、様々な登山家たちと交流の機会を得、また、特にロッククライミングに才能を見せた。1947年には、フランスのエクラン山壁で落石事故に遭い、頭蓋骨骨折の重傷を負った。
大学を卒業した後、ウォードはロンドンのホワイトチャペルにある王立ロンドン病院に付属していた王立ロンドン病院医学校（London Hospital Medical College：Barts and The London School of Medicine and Dentistryの前身のひとつ）で医学を学んで医師となり、後には、ロンドンのイースト・エンドの様々な病院に1993年まで勤務した。国民保健サービス (NHS) の支持者だったウォードは、勤務医として生涯を通し、個人医院を開業することはしなかった。また、王立ロンドン病院医学校では外科学の教鞭も執った。

## ヒマラヤ
1951年はじめ、イギリス陸軍の医療部隊で兵役に就いていたとき、ウォードは、イギリス空軍が撮影したエベレストの南側の航空写真や、1930年代の古い地図や写真に接する機会があった。そこからエベレストへの登頂可能ルートを読み取ったウォードは、これを英国山岳会と王立地理学会に知らせたが、当初は受け入れられなかった。しかし、ウォードは、医師として、エリック・シプトンが率いた1951年のエベレスト偵察遠征の一員となった。
続いてウォードは、1953年のエベレスト遠征の一員となって、再度エベレストに赴き、最初の頂上へのアタックを試みたトム・ボーディロンとチャールズ・エヴァンスを支援して、ローツェ（南峰）直下の第7キャンプまで上がった。
1957年、ウォードはフェリシティ・ジェーン・ユーバンク (Felicity Jane Ewbank) と結婚し、後にふたりの間には息子ひとりが生まれた。
その後、医師として高い標高の環境における人体の生理についての研究を進め、1960年にはその一環として、標高19000フィート（およそ5790メートル）の高所に小屋を建てて、5か月そこで過ごした。
1980年、ウォードはコングール山の偵察遠征に加わり、これを成功させて翌1981年のイギリス隊による初登頂に先鞭をつけた。
1982年、ウォードは、ヒマラヤにおける医学的知見などの功績に対して、王立地理学会から金メダル（創立者メダル）を贈られた。
また、1983年には、大英帝国勲章コマンダー（司令官）級 (CBE) に叙された。

## おもな著書
- In This Short Span: Himalayan Mountaineering and Exploration, Littlehampton Book Services Ltd, 1972.
- Mountain Medicine: Clinical Study of Cold and High Altitude, HarperCollins Distribution Services, 1975.
- Everest: A Thousand Years of Exploration, Hayloft Publishing, 2003 - 2nd Revised edition 2013

### 共著
- （James S. Milledge、John B. West との共著） High Altitude Medicine and Physiology, University of Pennsylvania Press, 1989.

### 編著
- The Mountaineer's Companion, Eyre & Spottiswoode, 1966.